# ニウエ

ニウエ

- Niuē（ニウエ語）
- Niue（英語）

国の標語：Atua, Niue Tukulagi（ニウエ語）
God, Niue Eternally（英語）
神よ、ニウエよ永遠に
国歌：Ko e Iki he Lagi

ニウエ島の地図

ニウエ（ニウエ語: Niuē、英語: Niue）は、オセアニア東部にある立憲君主制国家。南太平洋上にあるニウエ島を領土とする島国で、ニュージーランドの北東、トンガの東、サモアの南東に位置する。面積は269平方キロメートルで、首都はアロフィ。
ニュージーランド王国の構成国であると同時に、自由連合関係をとっている。人口は1,681人（2022年時点）で、バチカン市国に次いで世界で2番目に少ない。

## 概観
ニュージーランド国王たる連合王国国王を元首とする立憲君主制であり、総督はニュージーランド総督が兼任している。1974年のニウエ憲法制定法（Niue Constitution Act of 1974）による自治権の獲得で内政面では独立し、ニュージーランドとの自由連合により防衛と外交は同国に委任している。ただし、ニュージーランドはニウエ政府の求めによってのみ外交上の助言を行うものとされており、1988年には、ニュージーランドが以後締結する国際協定はニウエに及ばないものと宣言されている。国際連合（国連）は、ニウエを正式な国際連合加盟国とはしていないものの、独立国家として一定の認知を与えており、1994年には国連事務局は、ニウエの完全な条約締結能力を認めている。1993年に国際連合教育科学文化機関（ユネスコ）に加盟した。
1997年にアメリカ合衆国と同国準州であるアメリカ領サモアとの間の領海確定協定を締結。2007年には中華人民共和国と、2012年にはインドとそれぞれ外交関係を樹立した。そして2015年には日本国政府も5月15日にニウエを国家承認して8月に外交関係を樹立し、在ニュージーランド日本国大使館が兼轄した。アメリカ合衆国も2023年9月25日、同じく南太平洋にあるクック諸島とともに国家として承認して外交関係を樹立すると発表した。
ニウエはこうして外交関係を持つ国家や参加国際機関を増やしてきた。世界規模の国際機関としてはユネスコのほか国際連合食糧農業機関（FAO）、世界保健機関（WHO）に加盟している。同じ南太平洋島嶼国の集まりである太平洋諸島フォーラム（PIF）、太平洋共同体（SPC）、南太平洋地域環境計画（SPREP）のメンバーである。
2016年9月時点で、20か国と1つの地域（欧州連合）と外交関係があり、34の国際機関に加盟している。
ニウエの国民は、自由連合の取り決めに伴い、自動的にニュージーランド市民権を有する。1970年にニウエ国際空港が開港した当時は約5000人いた住民はニュージーランドへ渡航するなどして1990年代に2000人を割り込んだが、ニウエ国内の10倍以上のニウエ人が国外で暮らしているとみられるほか、日本人を含め移住してくる人もいる。

## 歴史
ニウエに人類がいつ到達したのかは分かっていないが、考古学の研究から類推すると、紀元前10世紀ごろにサモアやトンガにラピタ人が到達するのと相前後して植民されたか、あるいは1世紀から5世紀ごろマルケサス諸島やソシエテ諸島にポリネシア人が拡散する過程で植民されたかのどちらかである。
言語学上の研究から推測して、13世紀から16世紀にかけてトンガ海上帝国（Tongan Maritime Empire）が栄えた時期にはこの勢力圏下に入っていたと思われる。大航海時代にヨーロッパ人がポリネシアに現れて以降の歴史は以下のとおり。
- 1774年：キャプテン・クックが来航するも、現地人によって上陸が阻止され、「未開の島」と名付けられる[18]。
- 1846年：ヌカイ・ペニアミナらサモア人キリスト教宣教師団が進出する[18]。
- 1876年：マタイオ・トゥイティガ（Mataio Tuitoga, ? – 1887年）が初代の王に選出される。[18]
- 1900年：ニウエ王の要請によりイギリスの保護領となる。
- 1901年：クック諸島の一部としてニュージーランドの属領となる[18]。
- 1960年：ニウエ議会が設立[18]。
- 1974年：内政自治権を獲得し、ニュージーランドとの自由連合国となる[18]。
- 1993年：ユネスコに加盟[11]。
- 2007年12月12日：中華人民共和国と初の国交を樹立[19]。
- 2012年：インドと国交を樹立[14]。
- 2015年5月15日：日本国政府がニウエを国家承認することを閣議決定し[20]、同日にニウエを承認した[21]。
- 2020年2月：新型コロナウイルス感染症の流行に対し、複数の患者が出た日本や中国などからの入国制限を実施[22]。

## 政治・行政
議会は一院制で、定員は20名（14の村の代表と島全体の6名）で、3年に1度改選される。
憲法により内閣の閣僚は4人が上限と決められている。このため首相といえども他の閣僚ポストを兼任することが常態化しており、例えば2020年まで12年間首相を務めたトケ・タランギは自らの内閣で外相などを兼任しており、他の閣僚は3名しかいなかったほか、同年に成立したダルトン・タンゲランギ内閣でもタンゲランギ首相が外相などを兼務し、他の閣僚は3名であった。2024年に発議された憲法改正案ではこれを6人までに増やせる案も含まれていたが、同年8月31日に執行された国民投票で賛成少数となり否決された。

国民の4分の1にあたる約400人が公務員で、国家予算の3分の1はニュージーランドの援助で賄われているが、小国に見合わないインフラ投資などのための外国からの借り入れは避けている。警察署、病院、郵便ポストはそれぞれ1か所だけで、1950年より独自の郵便切手を発行している（それまではニュージーランド発行の切手に「NIUE」と加刷したものが使われていた）。万国郵便連合（UPU）にはニュージーランドの一部として加盟している。

## 国際関係

ニウエ
ニウエと外交関係を維持している国

### 日本国との関係
日本とは2015年8月に外交関係を樹立した。それ以前からも援助や貿易は行われていた。2013年度では技術協力で900万円をニウエに援助し、財務省「貿易統計」によれば総貿易額は6.8億円（輸出は6.7億円、輸入は0.1億円）である。

## 地理

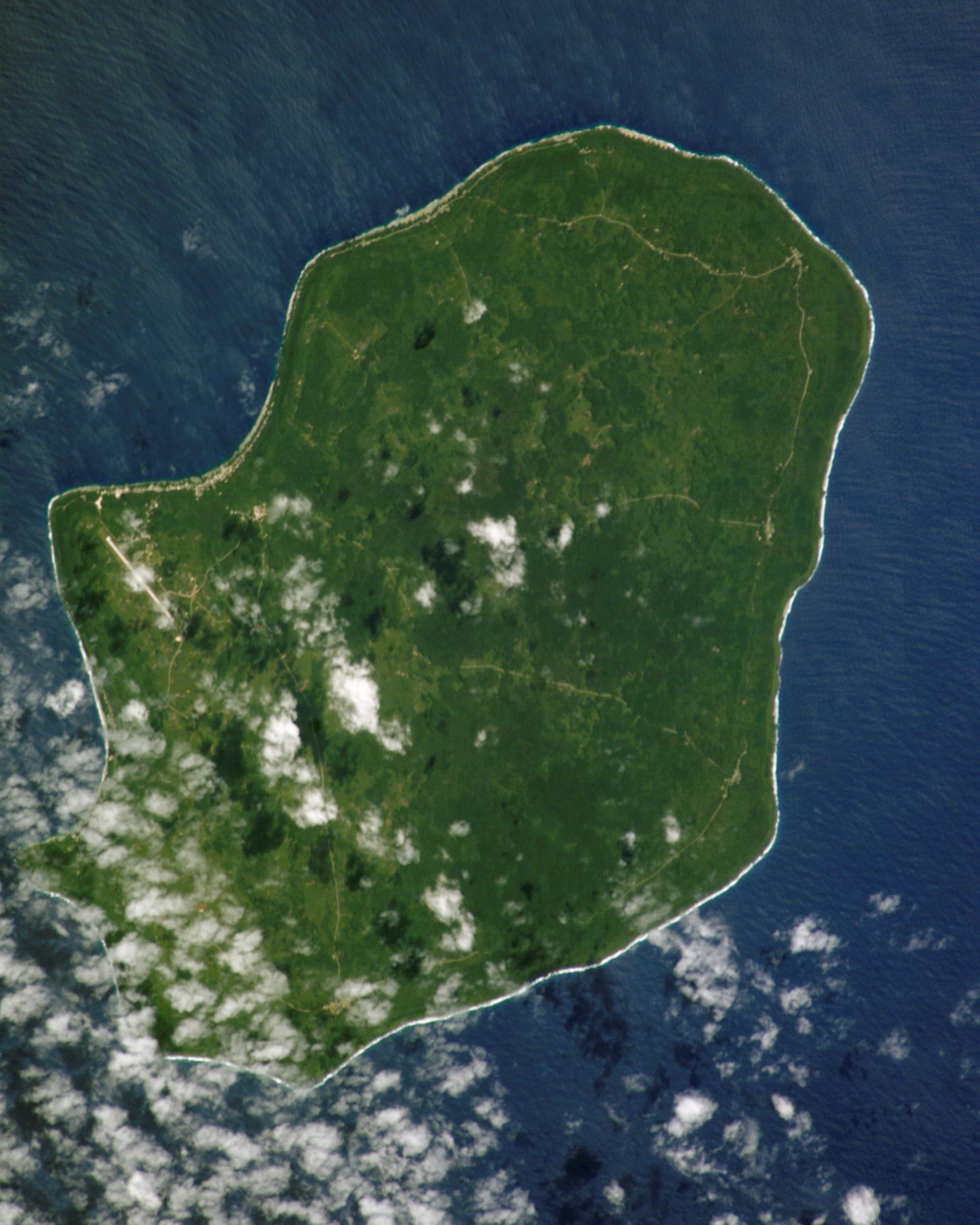
ニウエ島

ニウエ島に最も近いのはほぼ真西に420キロメートル（東京 - 大阪間程度）離れたヴァヴァウ諸島（トンガ）である。ニュージーランドは南南西へ2300キロメートルと、東京 - 台湾島南部よりも離れている。
ニウエは世界最大のサンゴ礁の島で、海面上約60メートルにわたって石灰岩の断崖がそそり立ち、その地形がほぼ島全体を縁取っている。つまり台地状であり、山岳や湖などは存在しない。島の形状は基本的に楕円形であるが、首都アロフィと、南部のアヴァテレは湾状の地形となっている。人口の多くはアロフィを中心とする北西から西の海岸地帯に集中している。
気候はサバンナ性で、11月から翌年の3月が雨季に当たる。
ニュージーランド本土が日付変更線の西にあるのに対してニウエは日付変更線の東にあるため、時差はニュージーランド本土と23時間（実質的には1時間）あり、本土が夏時間採用時は24時間（丸1日）である。

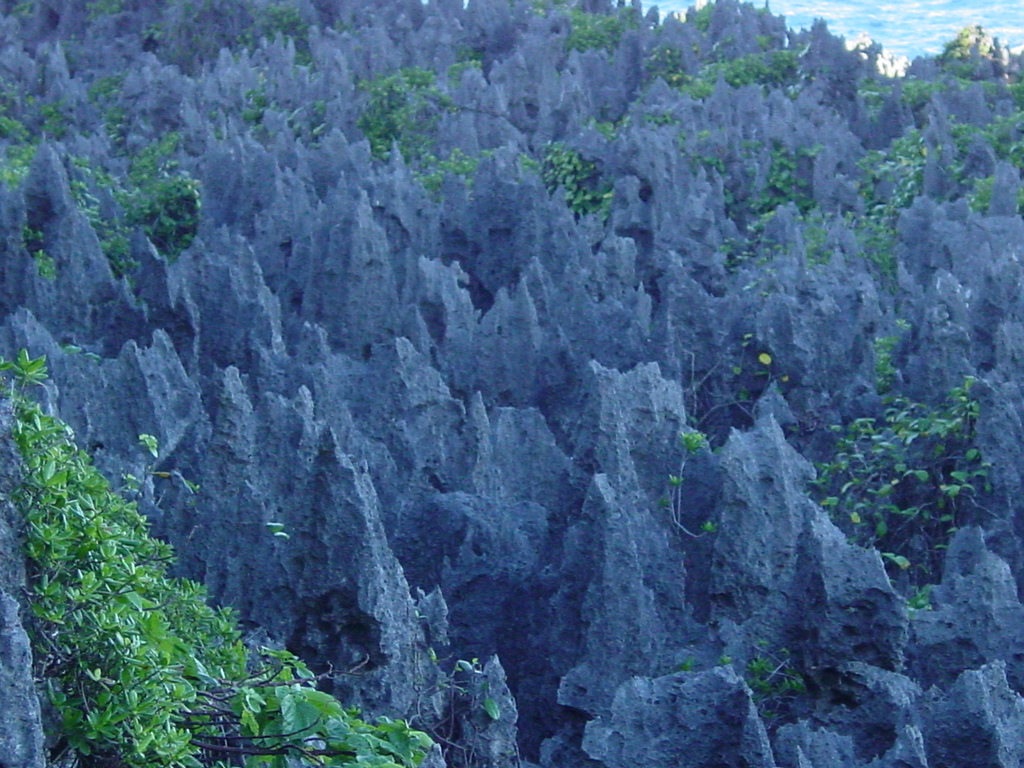
雨水で浸食された石灰岩はマダガスカルのツィンギにそっくりの形を示す
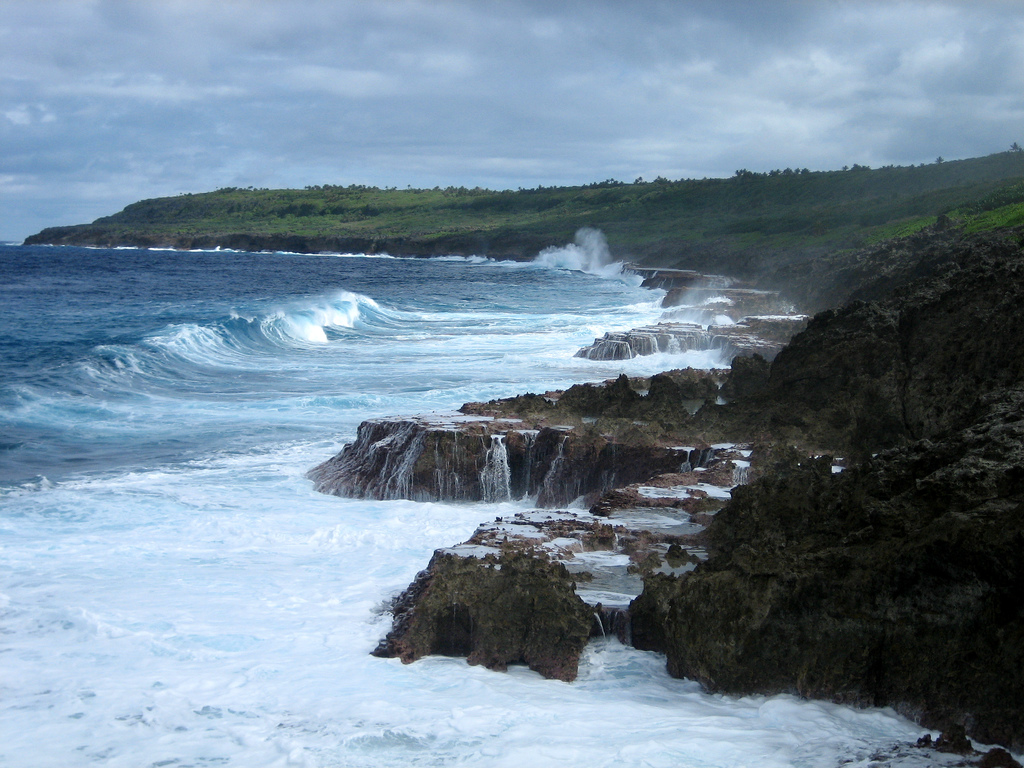
アバテレの海岸

### 行政区画
ニウエの第1級行政区画は村であり、14の村に分かれる。

## 交通
国唯一の空港であるニウエ国際空港が首都アロフィにある。
自動車の通行区分は、ニュージーランド本土と同じ左側通行である。

## 経済

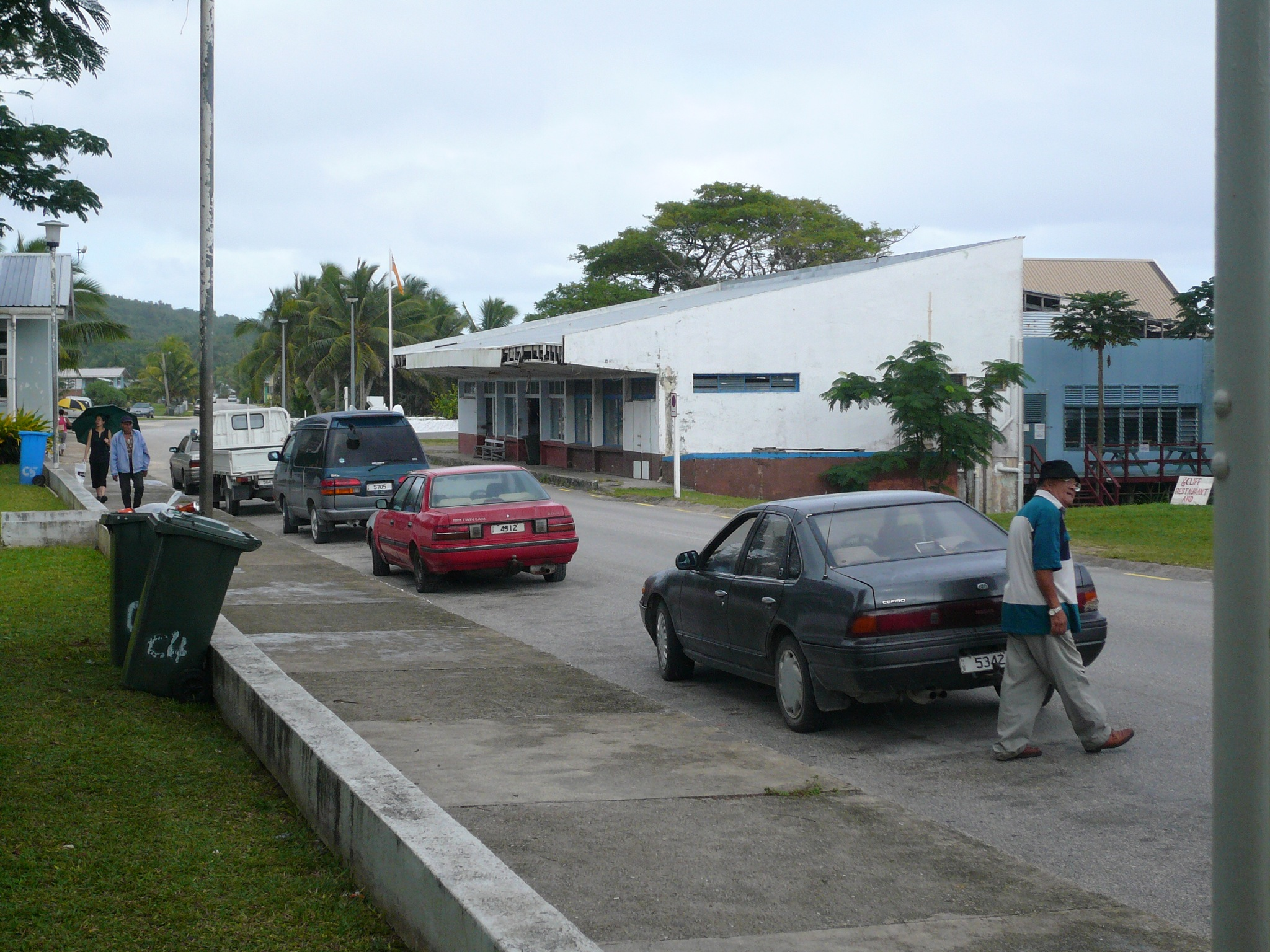
首都アロフィの街並み

主産業は農業（パッション・フルーツやライム、バナナ、コプラなど）である。しかし農地不足・水不足に加えサイクロンの常襲地帯であり、農業に頼った経済発展は望めなかった。自由連合の構成国であり、住民がニュージーランド国籍を有することから、島を脱出してニュージーランドへ移住する住民が増加した。その結果、移民からの送金が国家収入の大きな比率を占めるに至った。
ニウエ経済の起爆剤として注目されたのが観光業であり、1990年代からニュージーランドの援助により空港拡張、リゾートホテルの建設が進められた。しかし、魅力的な観光資源に恵まれず、定期便の撤退が相次ぎ、2001年には最後に残ったトンガ航空が撤退している。その後、国営航空会社の設置なども検討されたが、財政破綻を招くとして野党が反発し、さらに2004年1月にはサイクロン・ヘタにより国営ホテルが壊滅する被害を受けたこともあり、計画は頓挫している。現在はニュージーランド航空が定期便を運行しているが、本数が限定されていることから、観光業の発展は極めて限定的なものとなっている。新型コロナ禍により、週2便飛んでいたニュージーランドとの定期空路は隔週1便に減便された。
その他の産業としては、郵便切手の販売やnuドメイン販売などでの外貨獲得を行っている。
- 経済成長率：3.0 %（2011年、太平洋共同体事務局）
- 物価上昇率：3.6 %（2011年、太平洋共同体事務局）
- 総貿易額（2011年、ニュージーランド外務貿易省）
  - 輸出：34.6万ニュージーランド・ドル
  - 輸入：1400万ニュージーランド・ドル
- 主要貿易品目
  - 輸出：ココナッツ、ヤムイモ、タロイモ、金属
  - 輸入：食糧、鉱物、燃料、機械、自動車
- 主要貿易相手国・地域：ニュージーランド、オーストラリア、日本、フィジー、サモア、クック諸島
- 主要援助国：ニュージーランド（1273万米ドル）、オーストラリア（566万米ドル）。2012 - 2013年平均、開発援助委員会。

### 農業
農業はニウエ人の生活と経済にとって非常に重要であり、おおよそ204平方キロメートルの土地が農業に使用できる。自給農業がニウエの農業の大部分を占めており、ほとんど全ての家庭がタロイモのプランテーションを行っている。
キャッサバ（タピオカ）、ヤムイモ、サツマイモ、様々なバナナが主要な産品である。1970年代は、コプラ、パッションフルーツ、ライムが主要な輸出品目であったが、2008年には、バニラ、ノニ（ヤエヤマアオキ）、タロイモが主な輸出作物になった。
ウガ（ヤシガニ）も食物連鎖を構成しており、森や浜辺に生息している。最新の農業国勢調査は1989年に実施された。

## 住民
住民はサモア人の血を引く、ポリネシア系ニウエ人がほとんど（90 %）である。
宗教はキリスト教教会が各村にありキリスト教徒が90 %であるが、モルモン教なども進出している。
| 年     | 人口  | 国勢調査の 日と月 |
| ------ | ----- | ----------------- |
| 1900年 | 4,015 |                   |
| 1902年 | 4,074 | 六月              |
| 1906年 | 3,822 | 6月1日            |
| 1911年 | 3,943 | 11月17日          |
| 1916年 | 3,880 | 10月15日          |
| 1921年 | 3,750 | 4月17日           |
| 1926年 | 3,795 | 4月20日           |
| 1931年 | 3,797 | 12月31日          |
| 1936年 | 4,104 | 3月24日           |
| 1945年 | 4,253 | 9月25日           |
| 1951年 | 4,553 | 9月27日           |
| 1956年 | 4,707 | 9月25日           |
| 1961年 | 4,864 | 9月25日           |
| 1966年 | 5,194 | 9月28日           |
| 1971年 | 4,990 | 9月28日           |
| 1974年 | 3,992 |                   |
| 1976年 | 3,842 | 9月28日           |
| 1979年 | 3,578 | 3月10日           |
| 1981年 | 3,281 | 9月28日           |
| 1984年 | 2,887 | 10月1日           |
| 1986年 | 2,531 | 9月29日           |
| 1989年 | 2,267 | 10月1日           |
| 1991年 | 2,239 | 11月3日           |
| 1994年 | 2,300 | 10月4日           |
| 1996年 | 2,089 | 10月              |
| 1997年 | 2,088 | 8月17日           |
| 1999年 | 1,913 | 8月9日            |
| 2000年 | 1,857 | 12月11日          |
| 2001年 | 1,788 | 9月8日            |
| 2004年 | 1,761 | 9月7日            |
| 2006年 | 1,625 | 9月8日            |
| 2011年 | 1,611 | 9月9日            |
| 2017年 | 1,719 | 3月10日           |
| 2022年 | 1,681 | 11月11日          |

## メディア
ニウエにはニウエ放送協会によって管理・運営されているテレビニウエ（Television Niue）とラジオ・サンシャイン（Radio Sunshine）という2つの放送局と、週刊新聞『ニウエ・スター』がある。その他、talanet.okakoa.comのようなオンデマンドのニュースサービスも存在する。